# Хоске

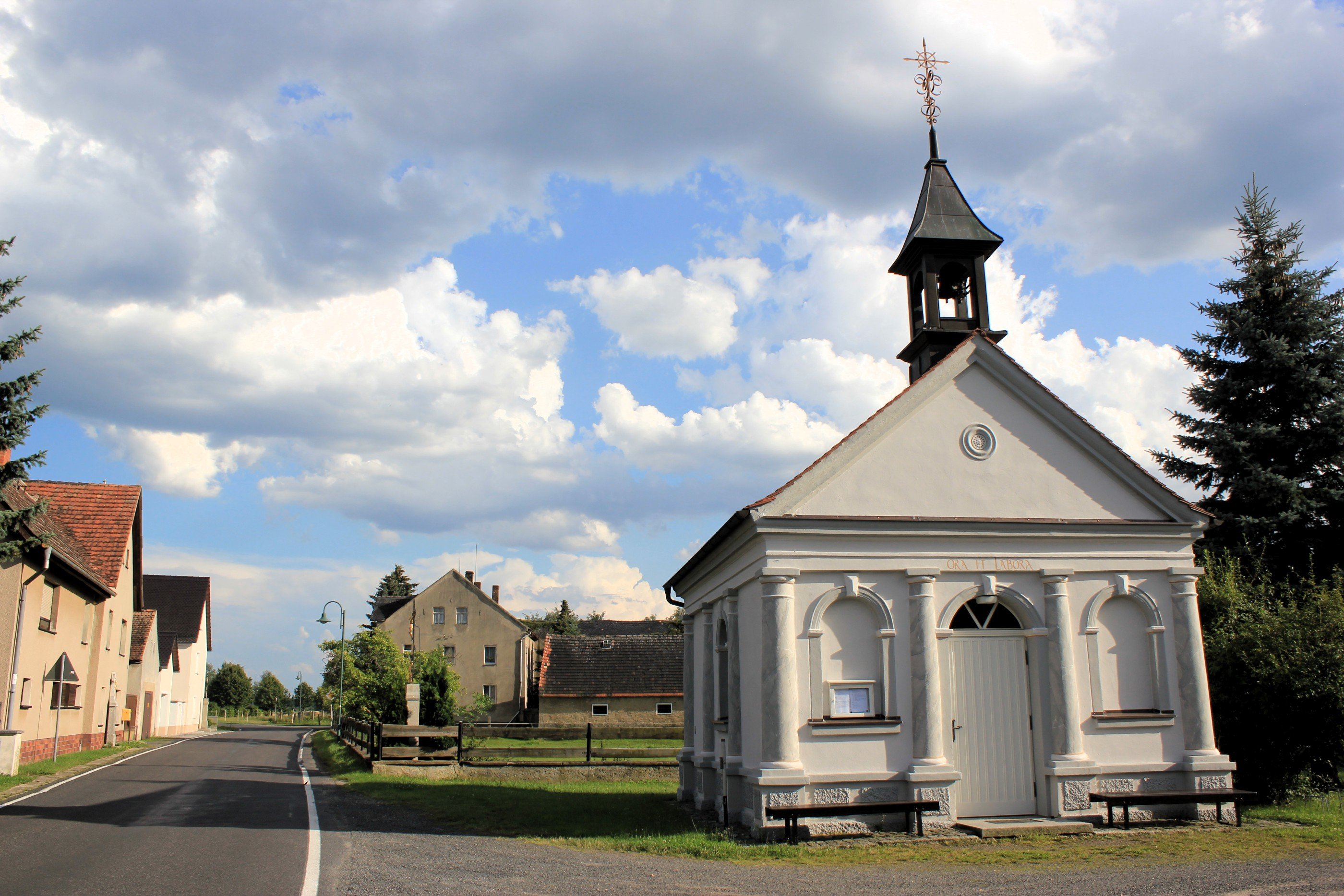
Часовня

Хо́ске или Гозк (нем. Hoske; в.-луж. Hózkо файле) — сельский населённый пункт в статусе городского района Виттихенау, район Баутцен, федеральная земля Саксония, Германия.

## География
Находится на берегу реки Шварце-Эльстер (серболужицкое наименование — Чорны-Гальштров) юго-восточное Виттихенау. Через деревню проходит дорога K9222, которая связывает населённый пункт на северо-западе с Виттихенау.
Соседние населённые пункты: на севере — деревня Бришко (Брежки, в городских границах Виттихенау), на северо-востоке — деревня Нова-Букойна, на востоке — деревня Грос-Зерхен (Вульке-Жджары) коммуны Лоза, на юго-востоке — деревня Рахлау (Рахлов, в городских границах Виттихенау), на юго-западе — деревня Коттен (Кочин, в городских границах Виттихенау), на западе — деревня Залау (Салов, в городских границах Виттихенау) и на северо-западе — город Виттихенау.

## История
Впервые упоминается в 1374 году под наименованием «Gosik». В средние века деревня принадлежала женскому монастырю  Мариенштерн. После Венского конгресса в 1815 году вошла в состав Прусского королевства, где находилась в административном округе Лигниц до 8 апреля 1945 года. В 1950 году была в составе коммуны Рахлау. С 1950 года находилась в общине Хойерсверда района Котбус. В 1994 году деревня вошла в городские границы Виттихенау в статусе отдельного городского района. С 1950—1994 года входила в коммуну Рахлау. С 1996 по 2008 года находилась в районе Каменц, в 2008 году передана в район Баутцен.
В 1989 году в деревне была построена часовня, которая в 1920—1922-х годах использовалась в качестве школьного класса, для детей проживающих в Хоске и Рахлау. В 1936 году во время германизации Третьего рейха была переименована в Эльстерроде. Прежнее наименование было возвращено в 1947 году.
В настоящее время деревня входит в состав культурно-территориальной автономии «Лужицкая поселенческая область», на территории которой действуют законодательные акты земель Саксонии и Бранденбурга, содействующие сохранению лужицких языков и культуры лужичан.
Исторические немецкие наименования:
- Gosik, 1374
- Gossk, 1486
- Gosigk, 1510
- Gößigk, 1600
- Hosky, 1732
- Hoßcke, 1768
- Hoske, 1791
- Goßig, auch Hoßke, 1816
- Elsterrode, 1936—1947

## Население
Официальным языком в населённом пункте, помимо немецкого, является также верхнелужицкий язык.
Согласно статистическому сочинению «Dodawki k statisticy a etnografiji łužickich Serbow» Арношта Муки в 1884 году в деревне проживало 230 жителей (из них — 148 лужичанина (92 %)).
Лужицкий демограф Арношт Черник в своём сочинении «Die Entwicklung der sorbischen Bevölkerung» указывает, что в 1956 году при общей численности в 431 жителей серболужицкое население деревни составляло 60,8 % (из них 211 взрослых владели активно верхнелужицким языком, 6 взрослых — пассивно; 45 несовершеннолетних свободно владели языком).
| 1825 | 1871 | 1885 | 1905 | 1925 | 1939 | 1946 | 1950 | 1964 | 1990 | 2011 | 2016 |
| ---- | ---- | ---- | ---- | ---- | ---- | ---- | ---- | ---- | ---- | ---- | ---- |
| 129  | 192  | 157  | 169  | 188  | 199  | 234  | 470  | 378  | 380  | 148  | 151  |